# Tuindorpbad
Tuindorpbad is een natuurbad en maakt deel uit het Tuindorp 't Lansink in Hengelo.

## Geschiedenis
Het voor de aanleg van tuindorp 't Lansink werd het benodigde zand midden in de wijk afgegraven. Zo ontstond in 1920 een vijver, die in 1923 de bad- en zweminrichting het Tuindorpbad is geworden. Het zwembad is ingericht als een grote vijver in een park, waar je kan wandelen, zwemmen en schaatsen. In 1922 ontwierp architect Anton Karel Beudt het jeugdbad (het oostelijke bassin), de kinderkleedkamer, twee blokken met kleedkabines en toiletten. De dienstwoning is gebouwd in 1923. De voeten-wasplaats tegen de kinderkleedkamer kwam in 1934, het kinderbad (het westelijke bassin) in 1938. De twee bassins zijn in het zuidelijke deel van de vijver aangelegd. In 1950 is er een startsteiger gebouwd. De ligwei, die oorspronkelijk bij de vijver was aangelegd, ontbreekt. De kassa en de oorspronkelijke wisselkabines voor heren zijn verdwenen. Rond 1995 is er gerestaureerd, waarbij de oorspronkelijke kleuren groen, wit, geel zijn teruggekomen. Er kan nog steeds in de vijver gezwommen worden.

## Rijksmonumenten
Het complex bestaat uit verschillende rijksmonumenten:

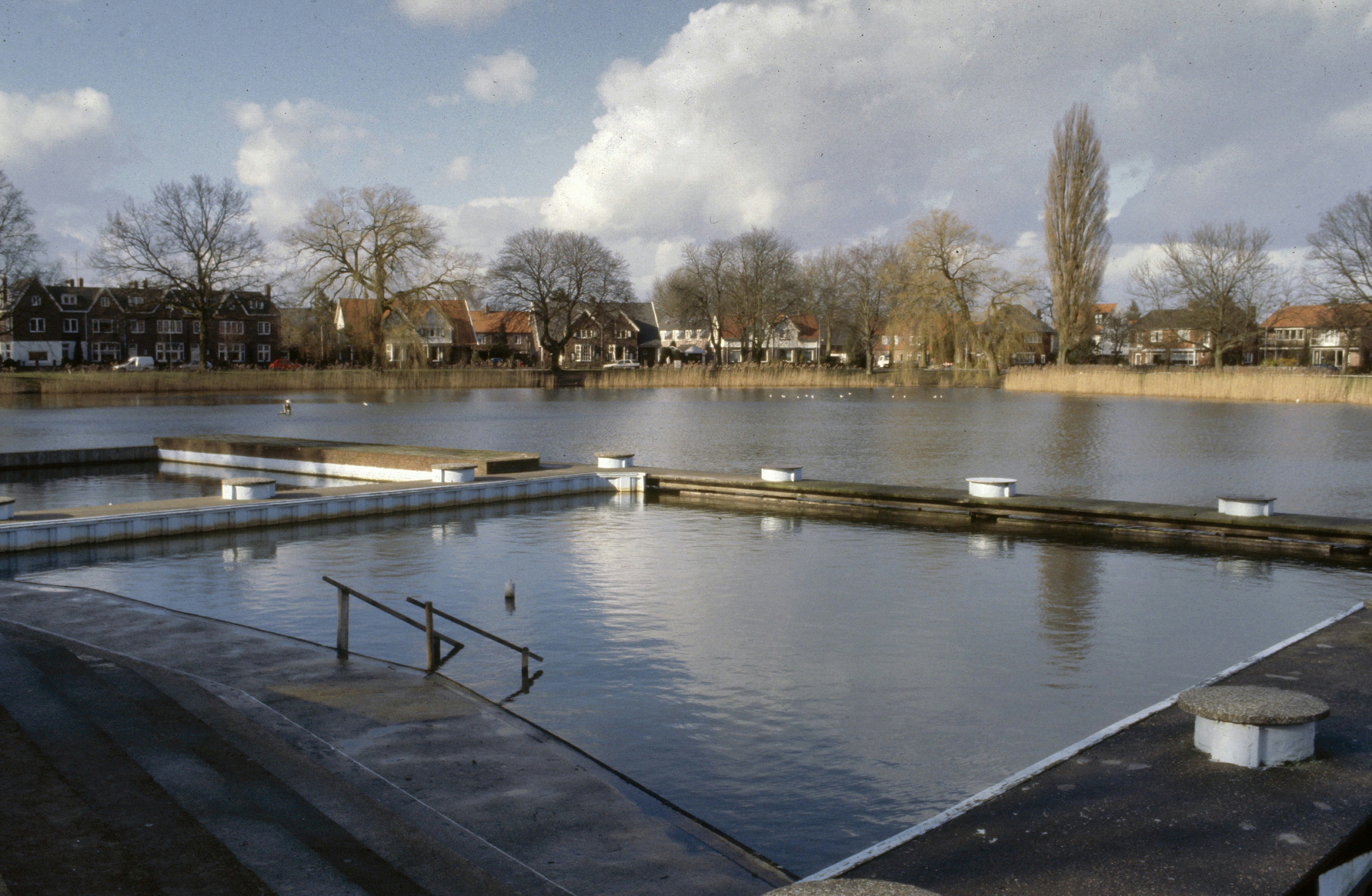
zwemvijver en bassins, monumentnummer: 511433
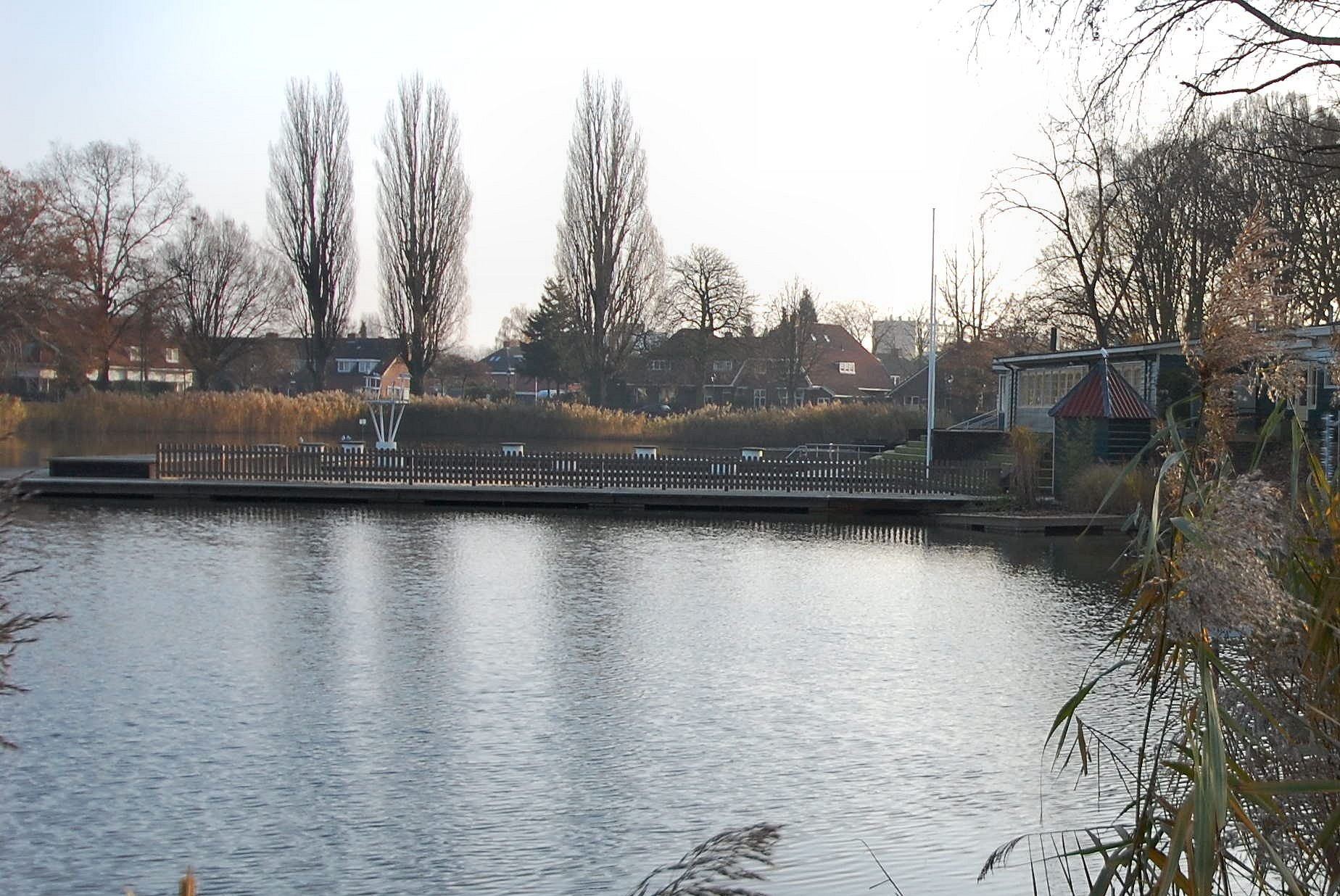
pompgebouwtje, monumentnummer: 511434
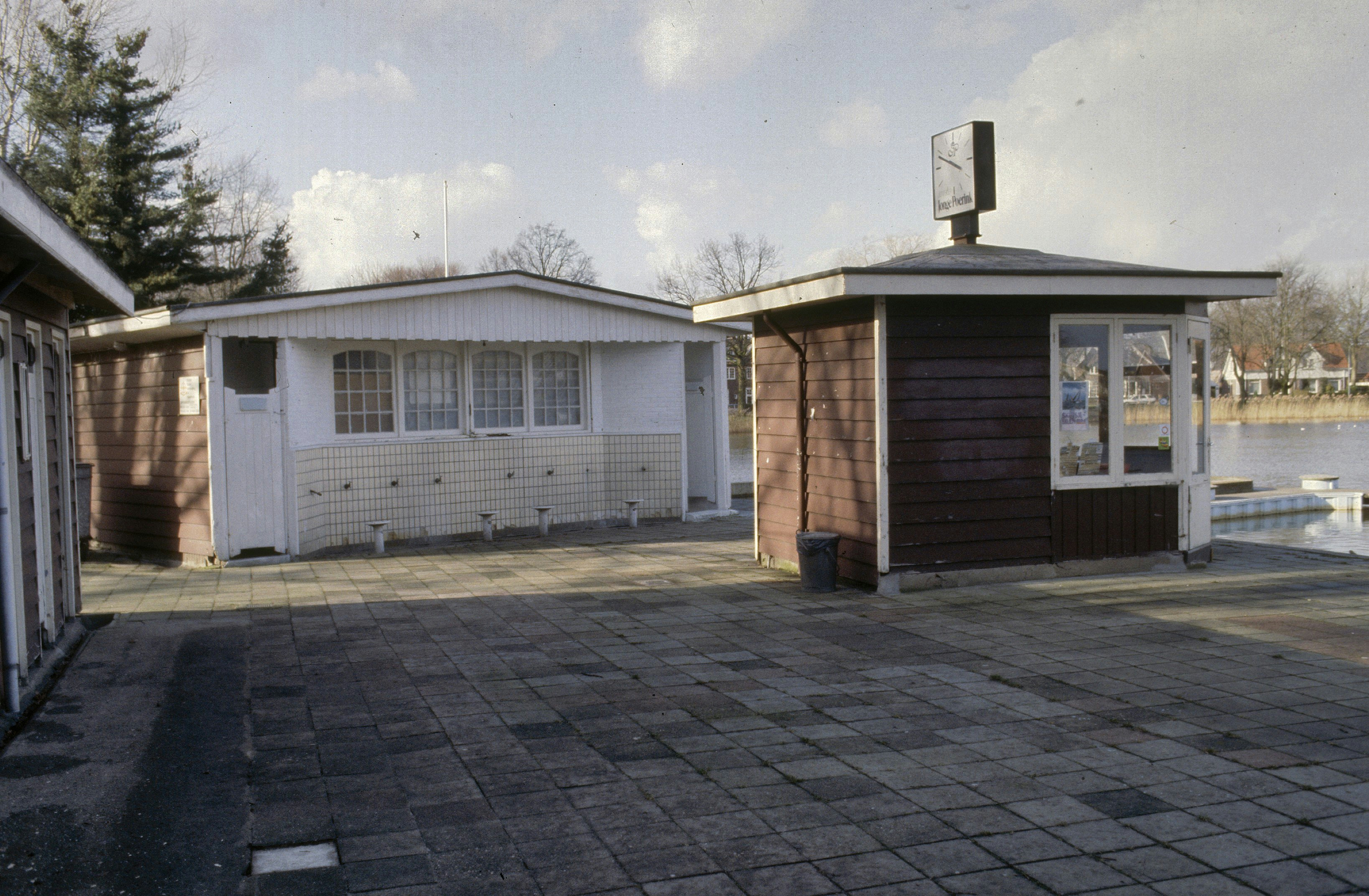
badmeesterkantoortje in 1992, nog in bruin/witte kleur, monumentnummer: 511435
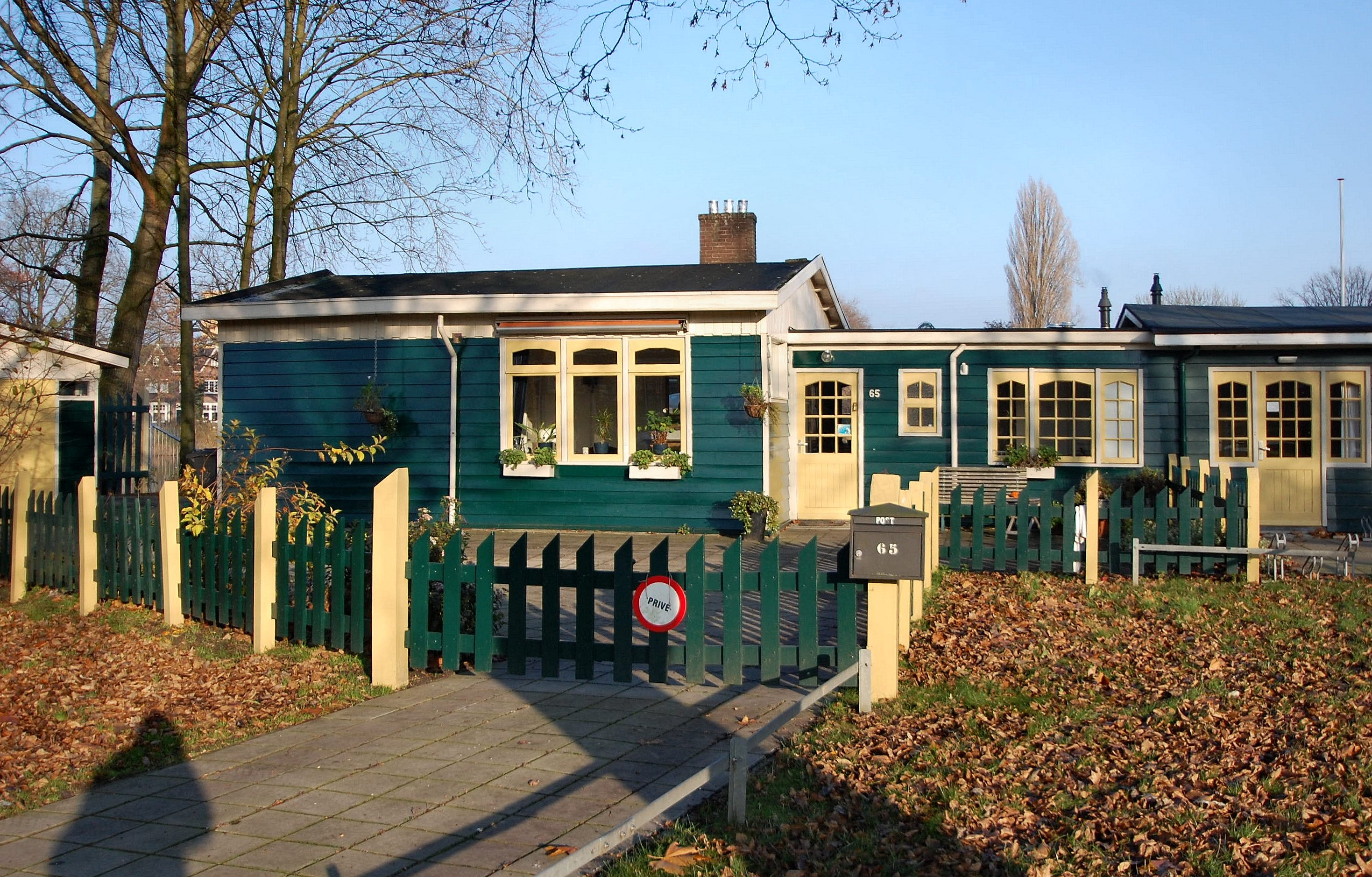
dienstwoning, monumentnummer: 511436
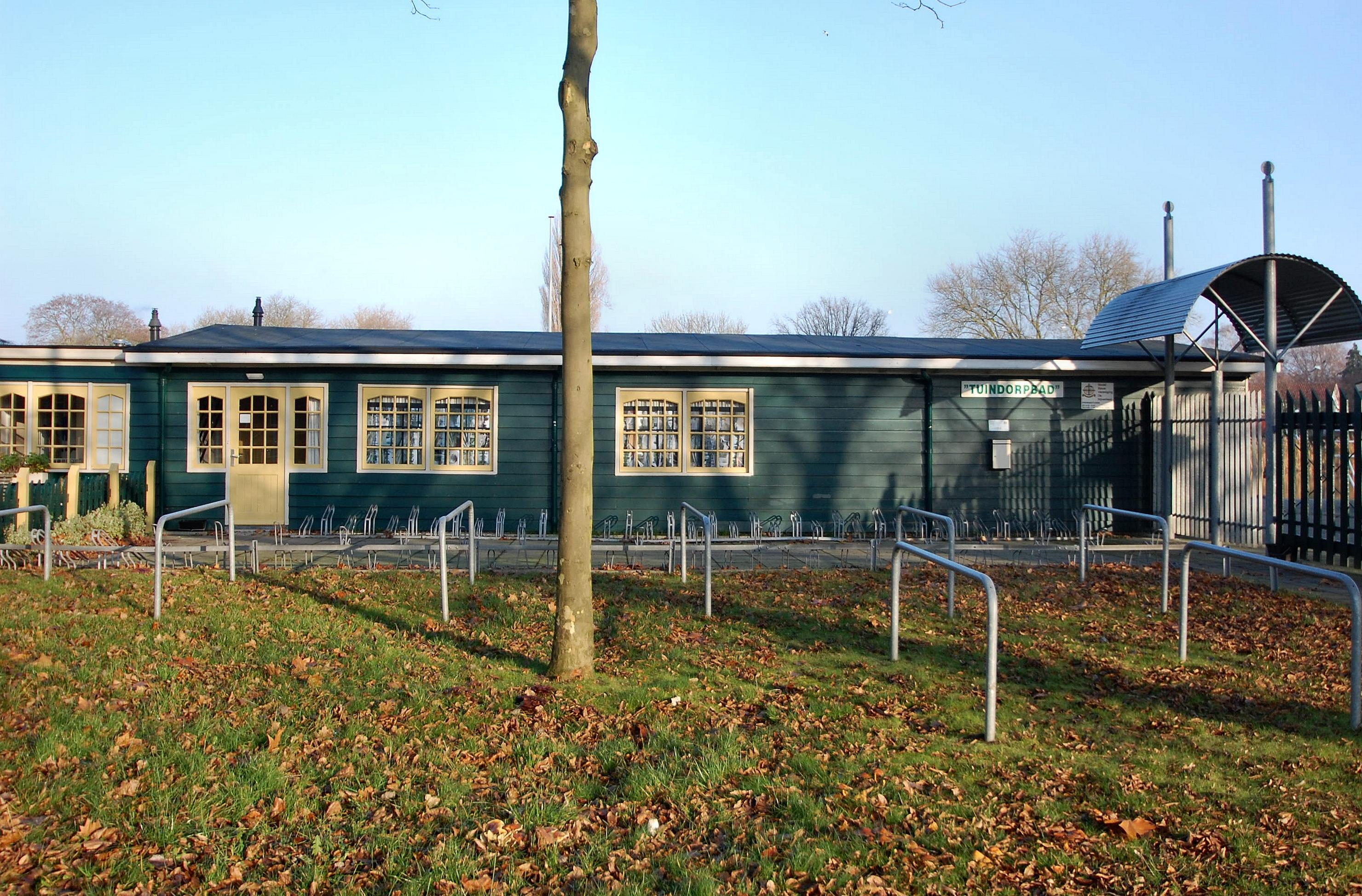
kinderkleedkamer, monumentnummer: 511437
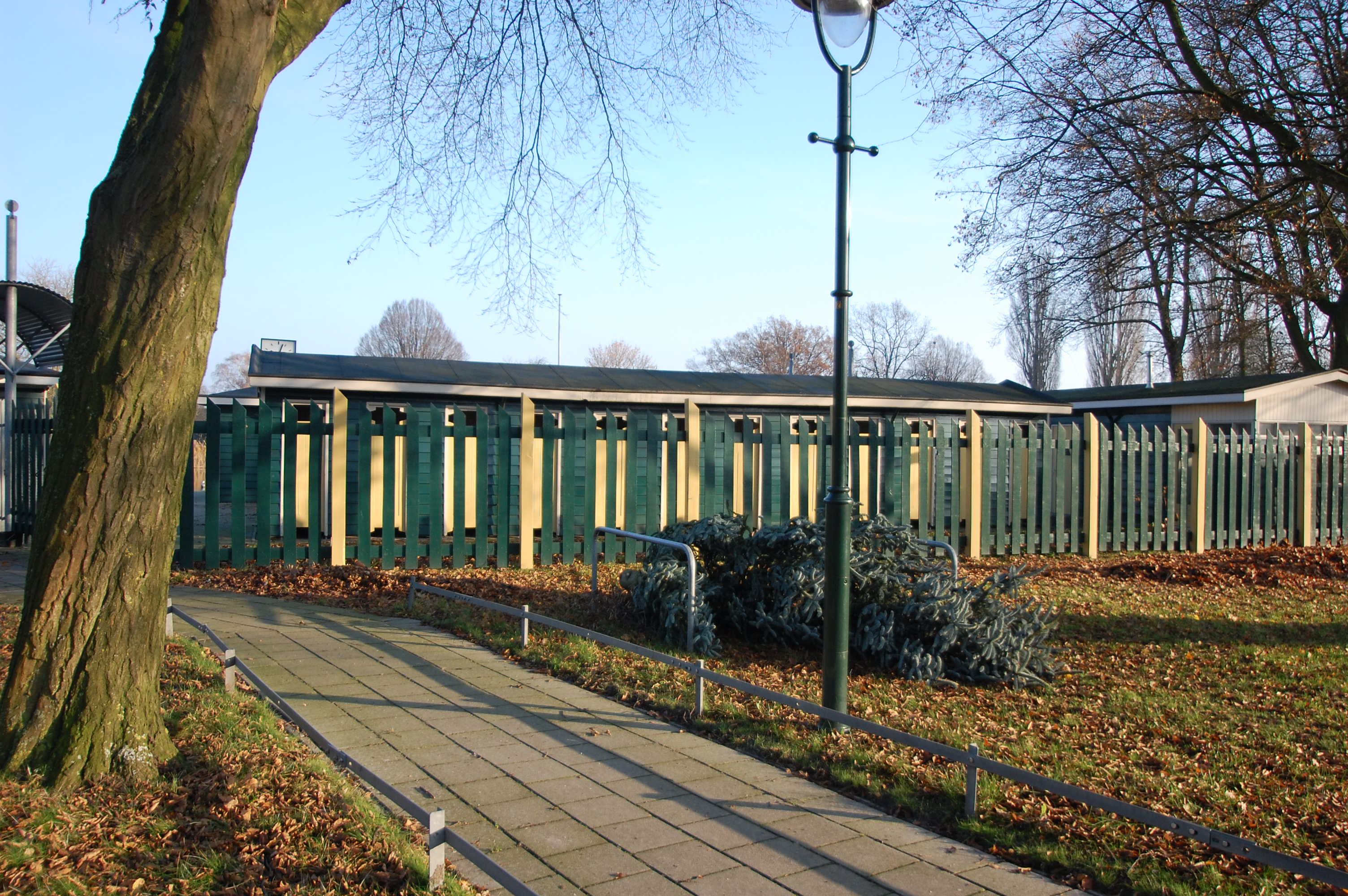
wisselkabine, monumentnummer: 511438
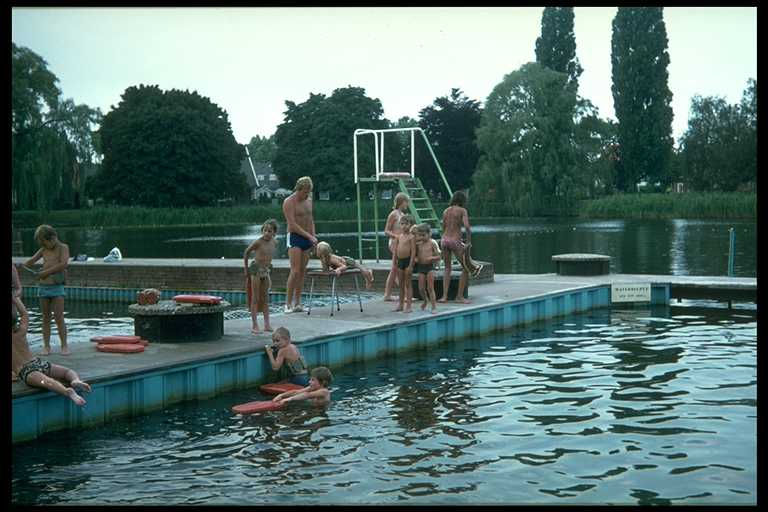
Tuindorpbad 1975